# Shinjuku
Shinjuku (新宿区?, Shinjuku-ku) è uno dei 23 quartieri speciali di Tokyo in Giappone. È un importante centro commerciale ed amministrativo, così come la sede del nodo ferroviario più trafficato al mondo, la stazione di Shinjuku. Shinjuku è la sede del Palazzo del governo metropolitano di Tokyo, uno dei più alti edifici di Tokyo, dove viene gestita l'amministrazione politica e pubblica di Tokyo.

## Caratteristiche
Nel 2015 il quartiere aveva una popolazione stimata di 337 556 abitanti ed una densità di popolazione di 18 517 persone per km². L'area totale è di 18,23 km².
Shinjuku è un importante nodo del trasporto urbano: si stima che attraverso le tre linee della metropolitana, due linee urbane ferroviarie private, e diverse linee ferroviarie della JR passino in media 3,6 milioni di persone ogni giorno. È anche la sede di una grossa concentrazione di grandi magazzini, cinema, hotel, bar, ecc.

## Storia
Nel 1698, durante il periodo Edo, Shinjuku (o Naitō Shinjuku) si sviluppò come nuova (shin) stazione di posta (shuku o juku) sulla Kōshū Kaidō, una delle principali strade di quell'epoca, che portava da Edo alla provincia di Kai. La stazione è stata chiamata "Nuova stazione Naitō" (Naitō-Shinjuku) a causa della residenza del clan Naitō, una famiglia di daimyō il cui palazzo si trovava nell'area; dove sorgeva il palazzo ora c'è un parco pubblico, lo Shinjuku Gyoen. 
Nel 1920 la città di Naitō-Shinjuku, che comprendeva gran parte dell'attuale Shinjuku (gli attuali distretti di Shinjuku e Naitōmachi), parti di Nishi-Shinjuku e Kabukichō, furono integrate nella città di Tokyo. La città di Shinjuku si sviluppò nella sua forma corrente dopo il Grande terremoto del Kantō del 1923 (Kantō-daishinsai), dato che l'area era sismicamente stabile e scampò alla gran parte delle devastazioni. Di conseguenza Shinjuku occidentale è una delle poche aree di Tokyo con molti grattacieli.
Il 1º ottobre 1932 le città di Yodobashi, Ōkubo, Totsuka e Ochiai, nella contea di Toyotama, vengono incorporate nella città di Tokyo, viene istituito il quartiere Yodobashi della città di Tokyo nell'area delle quattro città.
Il 1º luglio 1943, con la promulgazione del Governo metropolitano di Tokyo, la Prefettura di Tokyo e la Città di Tokyo vengono abolite e viene istituita la Metropoli di Tokyo. Da allora, gli ex quartieri di Yotsuya, Ushigome e Yodobashi diventano quartieri amministrativi del Governo Metropolitano di Tokyo.
I raid aerei di Tokyo del maggio-agosto 1945 distrussero quasi il 90% degli edifici nell'area della stazione di Shinjuku e dintorni. Dopo la guerra Shinjuku e il resto di Tokyo furono ricostruiti in maniera quasi identica alla forma prebellica, perché le strade e le rotaie, per quanto danneggiate, erano sopravvissute e costituirono il cuore di Shinjuku nella costruzione del dopoguerra. Soltanto a Kabukichō fu messo in atto un grande piano di ricostruzione.
L'attuale quartiere è stato istituito il 15 marzo 1947 con la fusione degli ex quartieri di Yotsuya, Ushigome e Yodobashi. Il 3 maggio con la promulgazione della legge sull'autonomia locale, Shinjuku diventa un quartiere speciale.

## Geografia
Se osserviamo macroscopicamente la topografia del quartiere di Shinjuku, possiamo vedere che si trova al confine tra l'altopiano del Musashino e le pianure di Edo. I fiumi Kanda e Myōshōji scorrono lungo questa zona pianeggiante.
A est confina con il quartiere Chiyoda, a nord con Bunkyō e Toshima, a ovest con Nakano e Shibuya e a sud con Minato.

### Distretti e quartieri
L'attuale città di Shinjuku si è sviluppata da diverse città e villaggi separati, che hanno mantenuto alcune distinzioni nonostante siano cresciuti insieme come parte della metropoli di Tokyo.
Ushigome
- Ageba-cho
- Akagishitamachi
- Akagimotomachi
- Babashitamachi
- Bentencho
- Enokimachi
- Fukuromachi
- Haraikata-cho
- Haramachi
- Higashienokichō
- Higashigoken-cho
- Ichigayachōenjimachi
- Ichigayadai-cho
- Ichigayafunagawaramachi
- Ichigayahachiman-cho
- Ichigayahonmura-cho

- Ichigayakaga-chō
- Ichigayakōrachō
- Ichigayanakano-chō
- Ichigayasadohara-chō
- Ichigayasanai-cho
- Ichigayata-cho
- Ichigayatakajomachi
- Ichigayayakuouji-chō
- Ichigayayamabushicho
- Ichigayayanagi-chō
- Iwato-cho
- Kaguragashi
- Kagurazaka
- Giudice
- Kikuichō
- Kitamachi
- Kitayamabushicho

- Kodacho
- Minamienokichō
- Minamimachi
- Minamiyamabushi-cho
- Nakamachi
- Nakazatocho
- Nandocho
- Nijukimachi
- Nishigoken-cho
- Nishiwaseda *
- Saikucho
- Shimomiyabi-cho
- Shinogawamachi
- Shiroganecho
- Suidomachi
- Sumiyoshi-cho
- Tansumachi

- Tenjinmachi
- Tomihisa-cho
- Toyama *
- Tsukiji-cho
- Tsukudo-cho
- Tsukudohachimancho
- Wakamatsumachi
- Wakamiyachō
- Waseda-cho
- Wasedaminamimachi
- Wasedatsurumaki-chō
- Wasedamachi
- Yamabuki-cho
- Yaraimachi
- Yocho-machi *
- Yokoteramachi

Yodobashi
- Kamiochiai
- Kitashinjuku
- Nakai
- Nakaochiai
- Ōkubo
- Shimoochiai
- Takadanobaba
- Totsuka-cho
- Nishiochiai
- Nishishinjuku
- Hyakuninmachi
- Kabukichō *
- Shinjuku *
- Toyama *
- Nishiwaseda *
- Yocho-cho *

Yotsuya
- Aisumichō
- Arakimachi
- Daikyōmachi
- Funamachi
- Kabukichō *
- Kasumigaokachō
- Katamachi
- Minamimotomachi
- Naitocho
- Samonmachi
- Shinanomachi
- Shinjuku *
- Sugamachi
- Wakaba
- Yotsuya
- Yotsuyahonshiochō
- Yotsuyasakamachi
- Yotsuyasaneichō

## Zone principali
Le zone principali del quartiere sono Ichigaya, il quartiere a luci rosse Kabukichō, il quartiere coreano Okubo, Shinanomachi, Shinjuku ni-chome e Takadanobaba. Shinjuku è la sede della più grande, meglio conosciuta e più attiva comunità gay del Giappone, Shinjuku ni-chome. È anche sede dell'università di Waseda, della Tokyo Fuji University, della squadra di baseball dei Tokyo Yakult Swallows ed ospita una caserma della Forza di autodifesa giapponese.

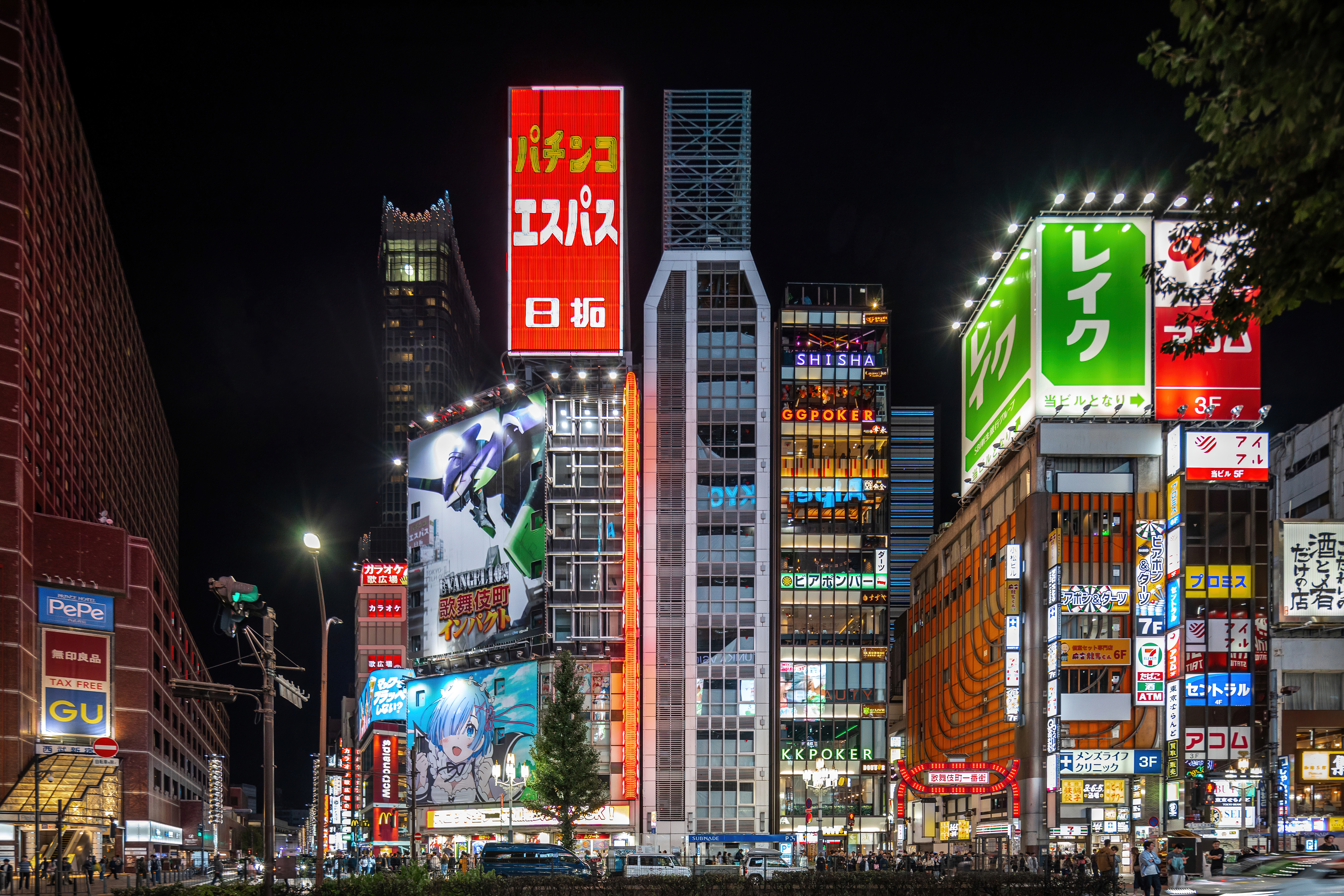
Segni al neon lungo Yasukuni-dori in Shinjuku
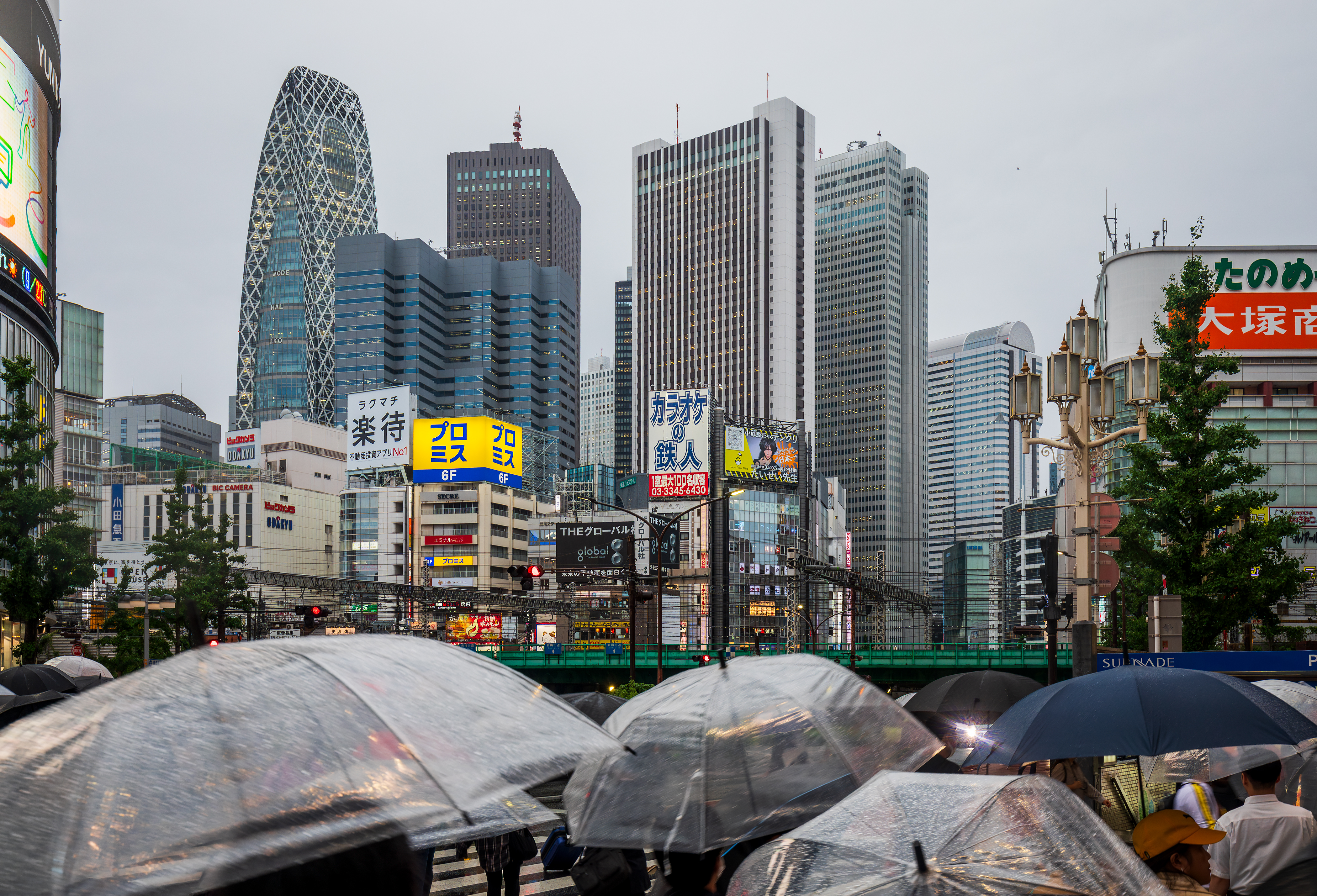
Yasukuni-dori di giorno
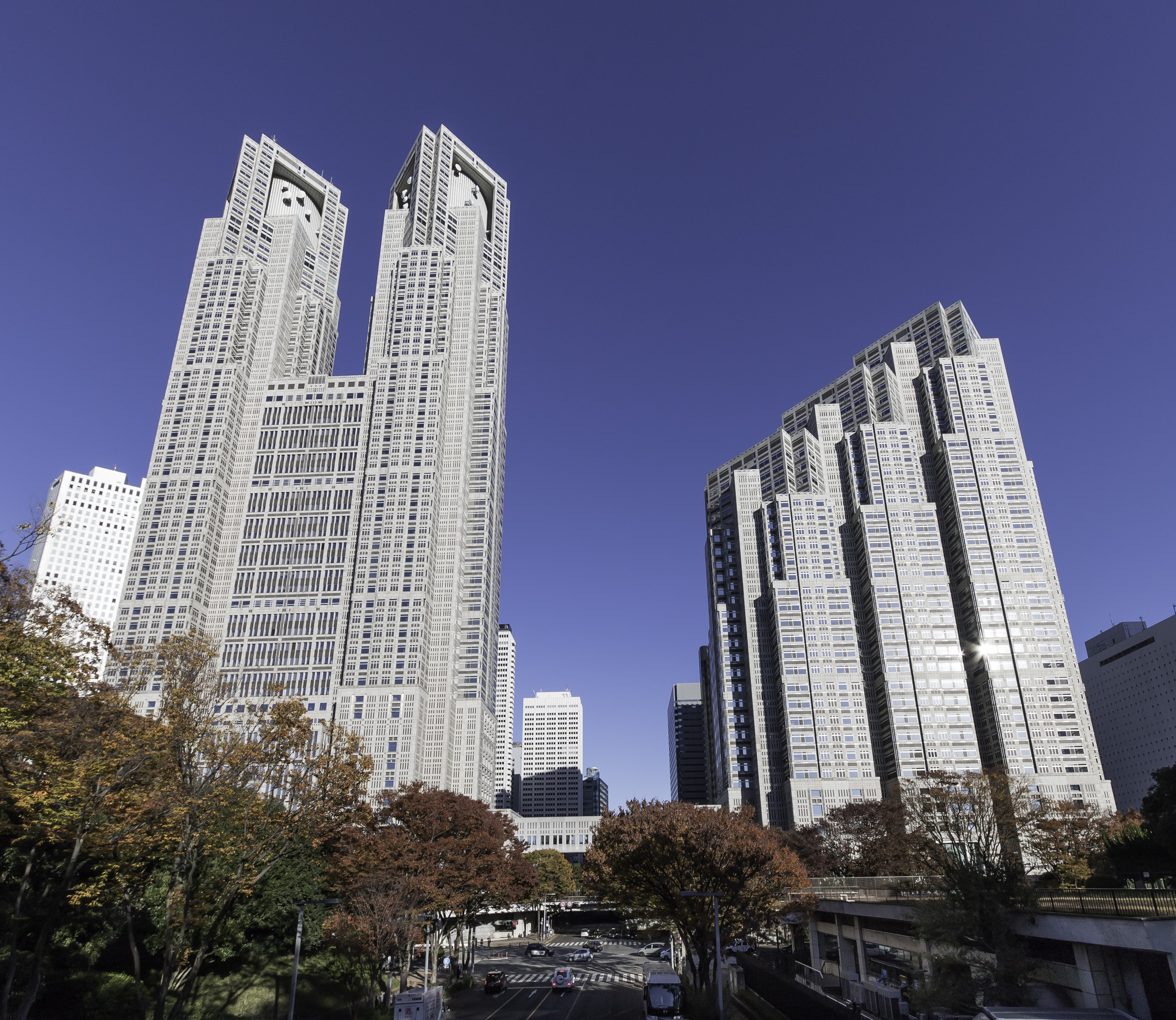
Palazzo del governo metropolitano di Tokyo (Tōkyō Tochōsha)
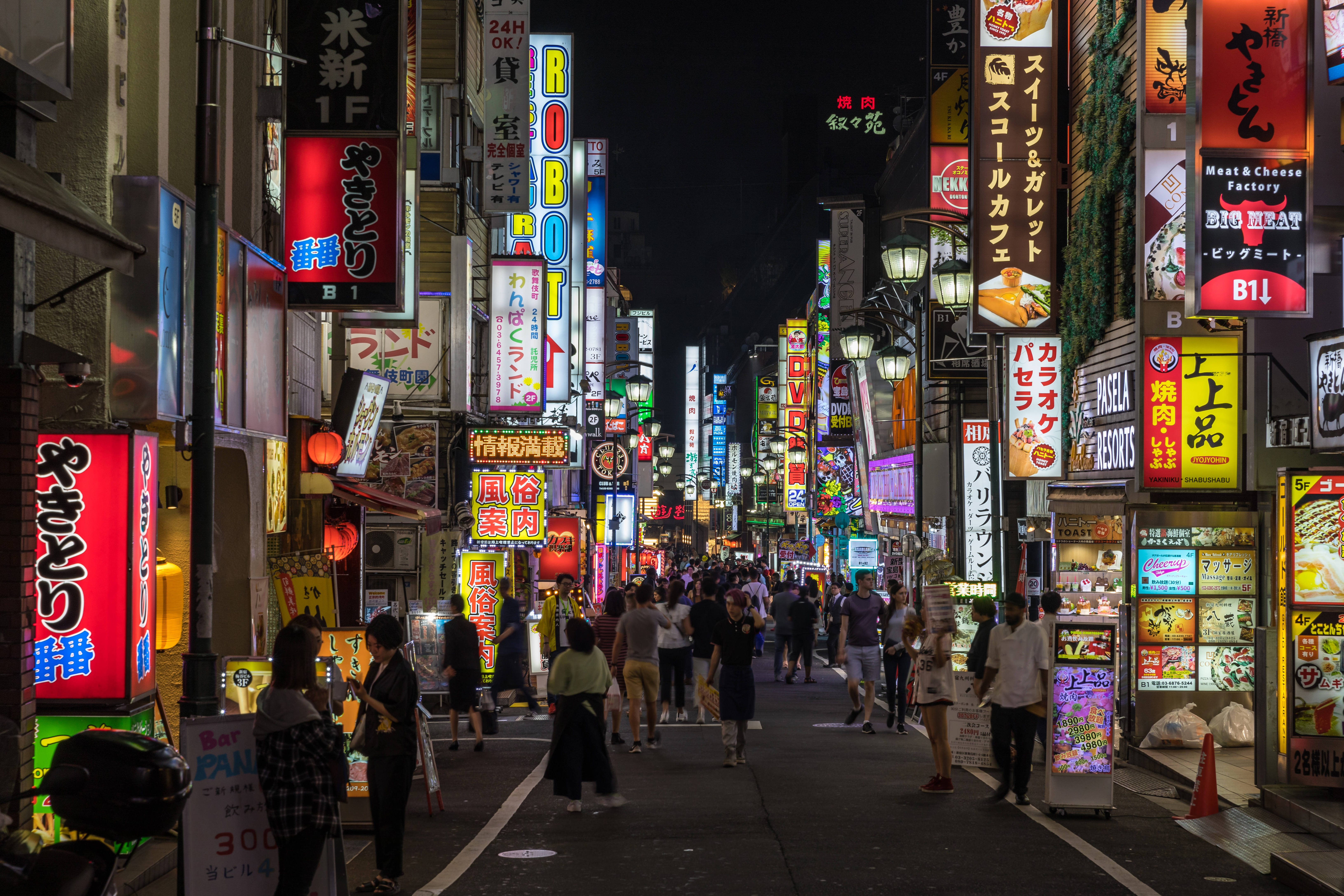
Shinjuku di notte

## Aziende
- Kinoshita Group

## Trasporti

### Ferrovie
Shinjuku è un importante nodo di transito urbano. Si stima che la stazione di Shinjuku sia attraversata da 3,64 milioni di passeggeri al giorno, il che la rende la stazione più trafficata al mondo. Ospita gli interscambi con tre linee della metropolitana e tre linee private per pendolari, oltre a diverse linee JR.
 JR East
 Linea Yamanote : Takadanobaba , Shin-Ōkubo , Shinjuku
  Linea rapida Chūō, Linea Chūō-Sōbu : Yotsuya , Shinanomachi , Shinjuku, Ōkubo
  Linea Saikyō, Linea Shōnan-Shinjuku : Shinjuku
 Metropolitana di Tokyo
 Linea Marunouchi : Yotsuya, Yotsuya-sanchōme, Shinjuku-gyoenmae, Shinjuku-sanchōme, Shinjuku, Nishi-Shinjuku
 Linea Yūrakuchō : Ichigaya, Iidabashi
 Linea Tōzai : Kagurazaka, Waseda, Takadanobaba, Ochiai
 Linea Fukutoshin : Nishi-Waseda, Higashi-Shinjuku, Shinjuku-sanchōme
 Linea Namboku : Iidabashi, Ichigaya, Yotsuya
 Ufficio metropolitano del trasporto di Tokyo (Tōei)
 Linea Toei Shinjuku : Akebonobashi, Shinjuku-sanchōme, Shinjuku
 Linea Toei Ōedo : Ochiai-Minaminagasaki, Nakai, Nishi-Shinjuku-gochōme, Tochō-mae, Kokuritsu-Kyōgijō, Ushigome-Kagurazaka, Ushigome-Yanagichō, Wakamatsu-Kawada, Higashi-Shinjuku, Shinjuku-Nishiguchi
 Tranvia Toden Arakawa : Omokagebashi, Waseda
 Ferrovie Odakyū
 Linea Odawara : Shinjuku
Keiō Corporation
 Linea Keiō, Nuova Linea Keiō : Shinjuku
 Ferrovie Seibu
 Linea Seibu Shinjuku : Seibu-Shinjuku, Takadanobaba, Shimo-Ochiai , Nakai

### Strada
Shuto Expressway
N.4 Shinjuku Route (Miyakezaka JCT - Takaido)
N.5 Ikebukuro Route (Takebashi JCT - Bijogi JCT)
Autostrada Nazionale
Autostrada Nazionale 20 (Shinjuku-dōri, Kōshū-kaidō)

## Relazioni internazionali

### Gemellaggi
- Lefkada, Grecia
- Mitte, Berlino, Germania
- Distretto di Dongcheng, Pechino, Cina
- Ina, Nagano, Giappone

## Opere ambientate nel quartiere di Shinjuku

### Anime e manga
- Digimon Tamers: La scuola elementare frequentata dai personaggi principali è la "Yodobashi Elementary School" (immaginaria) situata a Nishi-Shinjuku. Altre strutture che appaiono sono l'edificio del governo metropolitano di Tokyo e la linea Toei Oedo.
- BanG Dream!: Il palco principale è intorno alla Waseda University. I cognomi dei cinque membri della band principale Poppin'Party (Toyama, Hanazono, Ushigome, Yamabuki e Ichigaya) sono tutti presi dai nomi delle città nel distretto di Shinjuku (ex nomi delle città).
- Astro Boy: Il personaggio principale, Atom, è nato a Takadanobaba,un quartiere di Shinjuku, il 7 aprile 2003.
- City Hunter: Manga di Tsukasa Hōjō. Il protagonista vive nel quartiere di Kabukichō. Inoltre, una bacheca all'uscita est della stazione di Shinjuku viene utilizzata per richiedere lavori al protagonista.
- Tensai Bakabon: La famiglia principale vive a Shimo-Ochiai un quartiere di Shinjuku. La "Bakata University" si trova nelle immediate vicinanze della Università di Waseda.
- 20th Century Boys: Manga di Naoki Urasawa. Oltre alla zona di Kabukichō a Shinjuku, compaiono come ambientazioni la zona della stazione di Akebonobashi e la (fittizia) "Tokyo Metropolitan Shin-Okubo High School".
- Detective Conan: Nella zona in cui opera il protagonista, circolano diversi veicoli con "numeri di targa di Shinjuku" (fittizi).
- Homunculus: Manga di Hideo Yamamoto. Il protagonista condivide la sua vita con i senzatetto dello "Shinjuku West Blue Sky Park" (un parco immaginario modellato sullo Shinjuku Central Park).
- Yaō: Storia originale di Ryo Kurashina, illustrata da Noriyoshi Inoue. Ambientato in un host club di Kabukichō.
- La taverna di mezzanotte: Manga di Yaro Abe, ambientato nel quartiere di Shinjuku.
- Okane ga nai: Serie manga yaoi, i protagonisti vivono in un prestigioso edificio in questo quartiere.
- Get Backers: La coppia di recuperatori protagonisti vive a Nishi-Shinjuku.
- Jujutsu kaisen: l'arco finale dell'opera si svolge in questo quartiere il 24 dicembre 2018.

### Film
- Your Name.: Film d'animazione uscito nel 2016 di Makoto Shinkai. Ogni luogo del quartiere è stato utilizzato come ambientazione, compresi i gradini di pietra del Santuario Suga a Suga-machi, Shinjuku, per la scena finale.
- Il giardino delle parole: Film d'animazione di Makoto Shinkai. Il parco dove si incontrano i protagonisti è Parco di Shinjuku (Shinjuku Gyoen)
- Lost in Translation: Film di Sofia Coppola. L'hotel Park Hyatt Tokyo si trova a Nishi-Shinjuku.
- Suicide Club: Film di Sion Sono. 54 studenti si suicidano sul binario 8 della stazione di Shinjuku.
- Ichi the Killer: Film del regista Takashi Miike è ambientato in questo quartiere.
- Tokyo Godfathers: Film d'animazione di Satoshi Kon è ambientato principalmente a Shinjuku.

### Videogiochi
- Tekken 4: Shinjuku è uno scenario del gioco. La lotta si svolge tra molti edifici nelle strade di Shinjuku.
- Etrian Odyssey: Appare come il quinto livello di questo gioco con il nome "Lost Shinjuku".
- Yakuza: Nella saga di Sega (Ryū ga gotoku in Giappone) l'ambientazione principale dei giochi è una ricreazione del quartiere Kabukichō, il quartiere a luci rosse di Shinjuku, che nel gioco è conosciuto come Kamurocho.
- Gran Turismo: Nella saga di corse è la sede di alcuni circuiti.
- Persona 5: Shinjuku appare come un luogo che il protagonista può visitare per varie attività.

### Letteratura
- Botchan, di Natsume Sōseki. Il personaggio principale frequenta la Tokyo Physics School (attualmente Tokyo University of Science).
- L'uccello che girava le viti del mondo, di Haruki Murakami. Diverse parti della storia si svolgono nelle vicinanze della stazione di Shinjuku.
- I gatti di Shinjuko, di Durian Sukegawa. L'evento che rivoluziona la vita del protagonista si svolge in un bar al confine con il quartiere di Kabukichō.